# Орашац (Пријепоље)
Орашац је насеље у Србији у општини Пријепоље у Златиборском округу. Према попису из 2022. било је 94 становника.

## Демографија
У насељу Орашац живи 166 пунолетних становника, а просечна старост становништва износи 41,0 година (37,0 код мушкараца и 44,6 код жена). У насељу има 54 домаћинства, а просечан број чланова по домаћинству је 3,78.
Ово насеље је углавном насељено Бошњацима (према попису из 2002. године), а у последња три пописа, примећен је пад у броју становника.
|  |

| Демографија | Демографија | Демографија |
| Година      | Становника  | Становника  |
| ----------- | ----------- | ----------- |
| 1948.       | 619         |             |
| 1953.       | 715         |             |
| 1961.       | 799         |             |
| 1971.       | 748         |             |
| 1981.       | 597         |             |
| 1991.       | 375         | 374         |
| 2002.       | 204         | 287         |

| Етнички састав према попису из 2002.‍ | Етнички састав према попису из 2002.‍ | Етнички састав према попису из 2002.‍ | Етнички састав према попису из 2002.‍ | Етнички састав према попису из 2002.‍ |
| ------------------------------------ | ------------------------------------ | ------------------------------------ | ------------------------------------ | ------------------------------------ |
|                                      |                                      |                                      |                                      |                                      |
| Бошњаци                              | Бошњаци                              |                                      | 176                                  | 86,27%                               |
| Срби                                 | Срби                                 |                                      | 25                                   | 12,25%                               |
| Муслимани                            | Муслимани                            |                                      | 3                                    | 1,47%                                |
| непознато                            | непознато                            |                                      | 0                                    | 0,0%                                 |

| Година пописа     | 1948. | 1953. | 1961. | 1971. | 1981. | 1991. | 2002. |
| ----------------- | ----- | ----- | ----- | ----- | ----- | ----- | ----- |
| Број домаћинстава | 127   | 112   | 127   | 121   | 101   | 76    | 54    |

| Број чланова      | 1 | 2  | 3  | 4 | 5 | 6 | 7 | 8 | 9 | 10 и више | Просек |
| ----------------- | - | -- | -- | - | - | - | - | - | - | --------- | ------ |
| Број домаћинстава | 2 | 19 | 10 | 5 | 8 | 3 | 4 | 1 | 0 | 2         | 3,78   |

| Пол    | Укупно | Неожењен/Неудата | Ожењен/Удата | Удовац/Удовица | Разведен/Разведена | Непознато |
| ------ | ------ | ---------------- | ------------ | -------------- | ------------------ | --------- |
| Мушки  | 83     | 39               | 42           | 2              | 0                  | 0         |
| Женски | 91     | 27               | 44           | 18             | 2                  | 0         |
| УКУПНО | 174    | 66               | 86           | 20             | 2                  | 0         |

| Пол    | Укупно                    | Пољопривреда, лов и шумарство | Рибарство                            | Вађење руде и камена | Прерађивачка индустрија       |
| ------ | ------------------------- | ----------------------------- | ------------------------------------ | -------------------- | ----------------------------- |
| Мушки  | 37                        | 32                            | 0                                    | 0                    | 1                             |
| Женски | 21                        | 15                            | 0                                    | 0                    | 3                             |
| УКУПНО | 58                        | 47                            | 0                                    | 0                    | 4                             |
| Пол    | Производња и снабдевање   | Грађевинарство                | Трговина                             | Хотели и ресторани   | Саобраћај, складиштење и везе |
| Мушки  | 0                         | 2                             | 0                                    | 0                    | 0                             |
| Женски | 0                         | 0                             | 2                                    | 0                    | 0                             |
| УКУПНО | 0                         | 2                             | 2                                    | 0                    | 0                             |
| Пол    | Финансијско посредовање   | Некретнине                    | Државна управа и одбрана             | Образовање           | Здравствени и социјални рад   |
| Мушки  | 0                         | 0                             | 0                                    | 2                    | 0                             |
| Женски | 0                         | 0                             | 0                                    | 0                    | 1                             |
| УКУПНО | 0                         | 0                             | 0                                    | 2                    | 1                             |
| Пол    | Остале услужне активности | Приватна домаћинства          | Екстериторијалне организације и тела | Непознато            | Непознато                     |
| Мушки  | 0                         | 0                             | 0                                    | 0                    | 0                             |
| Женски | 0                         | 0                             | 0                                    | 0                    | 0                             |
| УКУПНО | 0                         | 0                             | 0                                    | 0                    | 0                             |